# Reineckea
Reineckea is een geslacht uit de aspergefamilie. De soort komt voor in China en Japan. Het geslacht telt slechts een soort: Reineckea carnea.